# Anja Utler
Anja Utler (* 24. Juli 1973 in Schwandorf) ist eine deutsche Lyrikerin, Essayistin und Übersetzerin.

## Leben
Anja Utler studierte Slawistik, Anglistik und Sprecherziehung und promovierte 2003 an der Universität Regensburg mit einer Arbeit über die Bedeutung der Kategorie Geschlecht im Werk der vier russischen Lyrikerinnen Zinaida Gippius, Elena Guro, Anna Achmatowa und Marina Cvetaeva.
2004 erschien ihr Gedichtband münden – entzüngeln, der mit dem Leonce-und-Lena-Preis ausgezeichnet wurde. Anja Utler arbeitet mit Text als Schrift und Klang. 2006 erschien brinnen als Buch und Sprech-CD mit zwei Routen durch den Text. Der Band jana, vermacht erschien 2009 ebenfalls als Buch mit akustischer Textinstallation.
Im Jahr 2007 sendete der ORF in der Reihe „Literatur als Radiokunst“ ihr Hörstück suchrufen, taub, das mit dem Förderpreis zum Karl-Sczuka-Preis ausgezeichnet wurde.
2011 war Utler Kuratorin der 11. Frauenfelder Lyriktage. Im Jahr 2014 war sie Fellow am International Writing Program in Iowa, 2015 Writer-in-Residence am Oberlin College, Ohio. 2019 wurde sie zum Internationalen Poesiefestival Medellín eingeladen.
Sie ist Mitglied in der Deutschen Akademie für Sprache und Dichtung, Gründungsmitglied des Netzwerks Lyrik e. V. sowie Mitgründerin des PEN Berlin. 2022 war sie Fellow des Hamburger Thinktanks The New Institute.
Anja Utler lebt in Leipzig.

## Auszeichnungen und Stipendien (Auswahl)
- 2001: Fellowship Literatur der Stiftung Insel Hombroich[4]
- 2003: Leonce-und-Lena-Preis
- 2005: Förderpreis zum Horst-Bienek-Preis für Lyrik
- 2006: Förderpreis der Deutschen Schillerstiftung
- 2008: Förderpreis zum Karl-Sczuka-Preis für Hörspiel als Radiokunst
- 2009: Bayerischer Kunstförderpreis in der Sparte Literatur
- 2010: Förderpreis zum Heimrad-Bäcker-Preis
- 2012: engulf-enkindle, die Übersetzung von münden – entzüngeln durch Kurt Beals, nominiert für den Best Translated Book Award, Poetry[5]
- 2014: Basler Lyrikpreis[6]
- 2016: Heimrad-Bäcker-Preis
- 2016: Literaturstipendium des Freistaats Bayern für das Projekt Aus der Welt in 33 Sätzen
- 2018: Thomas Kling-Poetikdozentur
- 2020: Lyrikpreis der Südpfalz[7]
- 2021: Ernst-Meister-Preis für Lyrik der Stadt Hagen
- 2023: Ernst-Jandl-Preis[8]
- 2024: Peter-Huchel-Preis[9]

## Werk

### münden – entzüngeln
Der Band münden – entzüngeln versammelt sieben Gedichtzyklen und ordnet sie in zwei Teilen an.
Der erste Teil besteht aus zwei analog gebauten Zyklen zu neun Gedichten und einem Abschnitt, der auch mit „zwischenstücke“ überschrieben ist. Er führt in den (metaphorischen) Fluss einer Lyrik die an der Stimme und dem Sprechen orientiert ist, auch thematisch, und in der sich Körper und Natur durchdringen. Dabei bleibt Utlers Lyrik stets präzise in Hinblick auf Rhythmus und Klang, wie die Autorin auch ihrem mündlichen Vortrag als Realisation des Geschriebenen große Bedeutung beimisst.
Der zweite Teil des Bands öffnet sich hin auf vier mythologische Themen. Die Mythen von Chronos, Marsyas, Daphne und Sibylle werden in der unverminderten Intensität ihres individuellen lyrischen Tonfalls ausgestaltet. Auch hier arbeitet Anja Utler die (oft schmerzhafte) Verbindung von Natur und Körper heraus, lässt jedoch gleichzeitig ihre Kenntnis der literarischen und literaturtheoretischen Entwicklungen des 20. Jahrhunderts durchscheinen.
Schließlich zeigen gerade die Verarbeitungen der Figuren Daphne und Sibylle (mit einem vorangestellten Text Marina Cvetaevas) noch einmal deutlich ein differenziertes Bewusstsein von Weiblichkeit, wie es auch in den wissenschaftlichen Arbeiten Utlers zum Ausdruck kommt.

### ausgeübt. Eine Kurskorrektur
Die Prosa ausgeübt. Eine Kurskorrektur greift das in Utlers Lyrik bereits problematisierte Verhältnis zwischen menschlichen und pflanzlich-tierischen Körpern wieder auf. Als Ich-Erzählerin tritt im Text eine ökologisch motivierte Terroristin auf. In einzelnen, im Text auch so genannten „Blättern“, versucht sie sich selbst Rechenschaft über ihre Taten, ihre Motivation, ihre eigene Geschichte zu geben. Die Erzählweise folgt dabei weniger einer chronologischen Logik, als den Wegen erinnernder und sich selbst erforschender Gedanken. Der Vielfalt der aufgezeichneten, oft schmerzvoll empathischen Wahrnehmungen und Überlegungen entspricht auf gestalterischer Ebene die Vielfalt der eingesetzten literarischen Formen, die von der erzählenden Prosa über poetische Passagen und Gedichte bis zu dialogisch-dramatischen Szenen reichen.

## Publikationen
- aufsagen. Bunte Raben Verlag, Lintig-Meckelstedt 1999.
- münden – entzüngeln. Edition Korrespondenzen, Wien 2004, ISBN 3-902113-10-3.
- brinnen. Edition Korrespondenzen, Wien 2006, ISBN 3-902113-48-0.
- brinnen, CD, Zwei exemplarische, von der Autorin ersprochene Textrouten durch den Band brinnen. ISBN 978-3-902113-86-3.
- plötzlicher mohn. Münchner Reden zur Poesie. Stiftung Lyrik Kabinett, München 2007, ISBN 978-3-938776-14-8.
- jana, vermacht. Edition Korrespondenzen, Wien 2009. Buch mit CD. ISBN 978-3-902113-62-7.
- ausgeübt. Eine Kurskorrektur. Edition Korrespondenzen, Wien 2011, ISBN 978-3-902113-77-1.
- kommen sehen. Lobgesang. Edition Korrespondenzen, Wien 2020, ISBN 978-3-902951-52-6.
- Es beginnt. Trauerrefrain. Edition Korrespondenzen, Wien 2023, ISBN 978-3-902951-77-9.

### Essay und Theorie
- „manchmal sehr mitreißend“. Über die poetische Erfahrung gesprochener Gedichte. Transcript, Bielefeld 2016, ISBN 978-3-8376-3357-3.
- Von den Knochen der Sanftheit: Behauptungen, Reden, Quergänge. Edition Korrespondenzen, Wien 2016, ISBN 978-3-902951-18-2.

### Übersetzungen
- Mila Haugová. Schlaflied wilder Tiere. Gedichte. Zusammen mit Mila Haugová. Edition Korrespondenzen, Wien 2011, ISBN 978-3-902113-80-1.
- Anne Carson. Decreation. Gedichte, Oper, Essays. S. Fischer Verlag, Frankfurt am Main 2014, ISBN 978-3-10-010243-0.
- Anne Carson. Rot. Zwei Romane in Versen. S. Fischer Verlag, Frankfurt am Main 2019, ISBN 978-3-10-397279-5.

### Wissenschaftliche Publikationen
- Märchen und Weiblichkeit, Ljudmila Petrushevskajas Kunstmärchen und das russische Volksmärchen. Regensburger Skripten zur Literaturwissenschaft, Regensburg 2000.
- „Weibliche Antworten“ auf „menschliche Fragen“? Zur Kategorie Geschlecht in der russischen Lyrik (Z. Gippius, E. Guro, A. Achmatova, M. Cvetaeva). 2004, doi:10.5283/EPUB.10231 (uni-regensburg.de [abgerufen am 1. April 2024] Dissertation, Regensburg, 2004).

### Sonstiges
- Dokumentation der Textinstallation all present is perfect aus jana, vermacht in six memos for the next... Hg. v. Jörg van den Berg u. a., Verlag für moderne Kunst: Wien, 2016.